# Amphibulus pseudopustulae
Amphibulus pseudopustulae är en stekelart som beskrevs av Luhman 1991. Amphibulus pseudopustulae ingår i släktet Amphibulus och familjen brokparasitsteklar. Inga underarter finns listade i Catalogue of Life.